# José Dias Fernandes
José Dias Fernandes (Viana do Castelo, 30 de maio de 1959) é um político luso-francês. Atualmente, desempenha as funções de deputado à Assembleia da República, pelo CHEGA, pelo círculo eleitoral da Europa.
José Dias Fernandes é emigrante há 50 anos e trabalha em França como empresário. Saiu de Portugal na década de 70, mas durante anos viveu e trabalhou como imigrante ilegal naquele país. Voltou a emigrar para França durante em 1978, depois de ter sido deportado, e legalizou-se durante a presidência de François Mitterrand.
Filiou-se no partido CHEGA, em 2020, sendo cabeça de lista pelo círculo eleitoral da Europa nas eleições legislativas de 2022, não tendo sido eleito. Em 2024, foi anunciado, novamente, como cabeça de lista pelo círculo eleitoral da Europa nas eleições legislativas de 2024.

## Deputado à Assembleia da República

### XVI Legislatura da República Portuguesa
A 20 de março de 2024, foi eleito deputado à Assembleia da República pelo CHEGA, pelo círculo eleitoral da Europa.

## Resultados eleitorais

### Eleições legislativas
| Data | Partido | Partido | Círculo eleitoral | Posição    | CI. | Votos  | %              | +/-  | Status | Notas | Ref   |
| ---- | ------- | ------- | ----------------- | ---------- | --- | ------ | -------------- | ---- | ------ | ----- | ----- |
| 2024 |         | CHEGA   | Europa            | 1.º (em 2) | 1.º | 42 972 | 18,31 / 100,00 | 8.68 | Eleito |       | [ 5 ] |

~